# Carrozzeria Savio
Pour les articles homonymes, voir Savio.
La Carrozzeria Savio est une entreprise de carrosserie automobile italienne réputée, fondée à Turin au lendemain de la Seconde Guerre mondiale par Antonio et Giuseppe Savio. La société a racheté et fusionné avec la Carrozzeria Boneschi. Elle est toujours en activité et s'est spécialisée dans l'aménagement de véhicules de secours, civils et militaires.

## Histoire

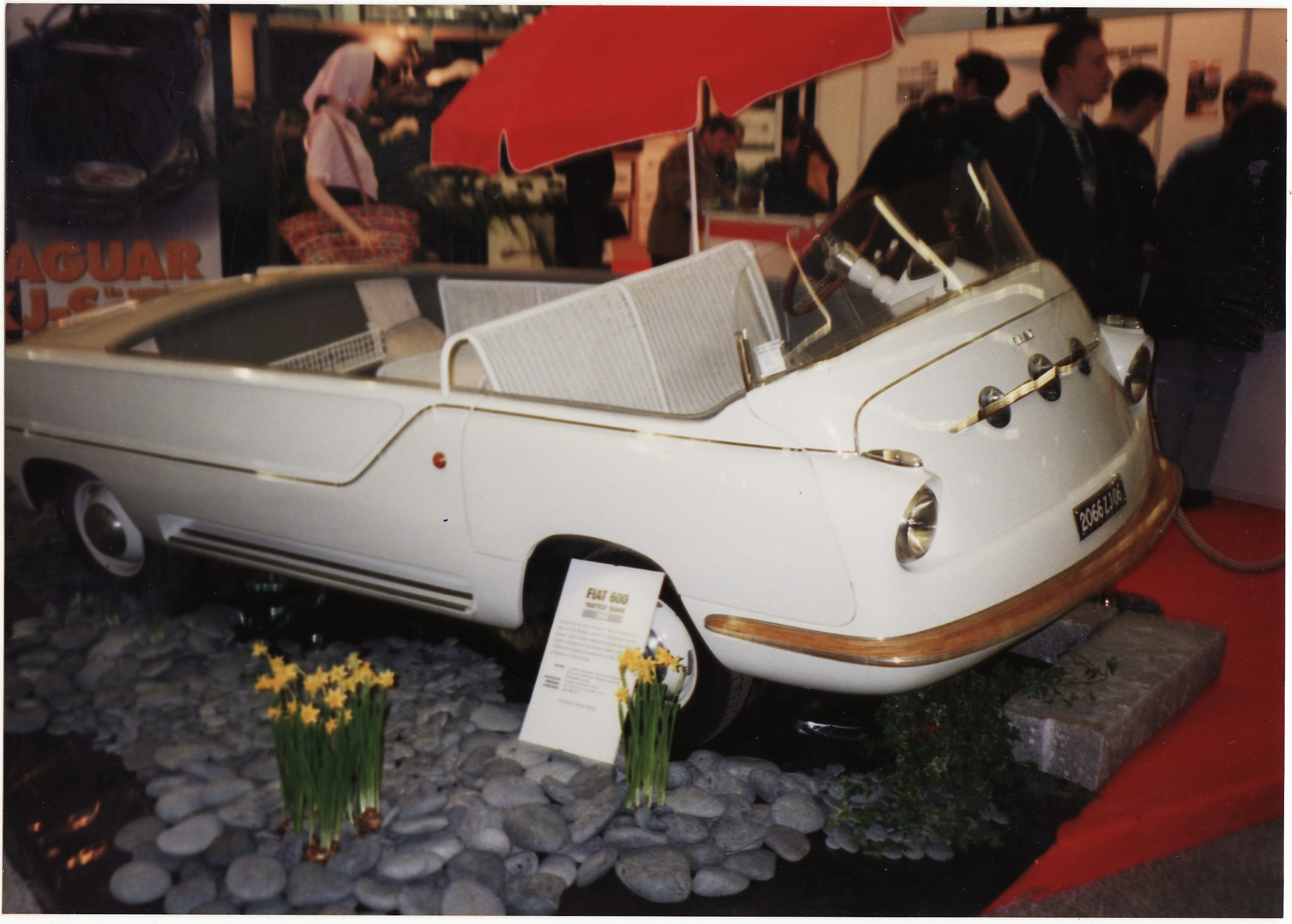
Fiat 600 Savio Marina spiaggina, dessinée par Mario Boano (1957)

L'entreprise de carrosserie Savio a été créée à Turin par les frères Antonio et Giuseppe Savio, qui avaient acquis une grande expérience dans ce domaine puisqu'ils ont travaillé plus de 20 ans dans la société Marcelle, une entreprise de construction de chariots, voitures hippomobiles et calèches. Durant cette période, ils ont su se faire apprécier de la direction, ce qui les a beaucoup aidés lors de la création de leur société.
Ce sera en effet leur ancien employeur qui les associera à la réalisation d'une importante commande de 900 carrosseries à fabriquer pour un important constructeur italien de l'époque, Itala. Après ce début très positif de leur activité et la renommée acquise, ils purent faire valoir leurs talents auprès d'autres constructeurs. (NDR : rappelons qu'à cette époque, les constructeurs automobiles proposaient essentiellement des châssis motorisés et laissaient aux clients le chois de la carrosserie à faire réaliser par des spécialistes comme Savio). Parmi les premiers constructeurs à homologuer la Carrozzeria Savio, on mentionnera en particulier la Fabbrica Automobili Giovanni Ceirano, un constructeur absorbé par Fiat Auto en 1923. Sur un châssis Ceirano, les frères Savio réalisèrent la première automobile équipée d'un système silent-block.
L'activité de la société pris une nouvelle ampleur avec des commandes d'autres constructeurs comme Lancia, OM, Isotta Fraschini, Ansaldo, Alfa Romeo et surtout le géant Fiat. C'est avec Fiat que les rapports commerciaux furent les plus amples au point d'être continus et se poursuivent encore actuellement (en 2015). Dans les années 1930, Savio se distingua avec des carrosseries spéciales pour les modèles Fiat 508 Balilla et Fiat 1100. Savio fut également l'auteur d'un concept-car Box-Body, prototype avant-gardiste des actuels tout-terrains.
Durant la Seconde Guerre mondiale, la Carrozzeria Savio se convertit en constructeur d'ambulances. À la fin du conflit, les ateliers de la société étaient très lourdement endommagés et Antonio Savio, âgé et épuisé par ces années difficiles, laissa la direction de la société à son frère Giuseppe qui modifia la raison sociale en Stabilimento Savio Giuseppe Carrozziere Automobili.
En 1954, Giuseppe Savio décède et la société est dirigée par son gendre, Alfredo Caracciolo qui relance l'entreprise. En 1959, une nouvelle usine est devenue opérationnelle à Moncalieri, dans la Ville métropolitaine de Turin, où sont transférées toutes les activités. L'activité de la société se poursuit avec la division spécialisée dans les ambulances mais l'activité de carrosserie automobile prend de l'ampleur avec les nouveaux modèles Fiat et le début du miracle économique italien. En 1961 et 1963, Savio lance 2 modèles coupé sur la base de la Fiat 1500.

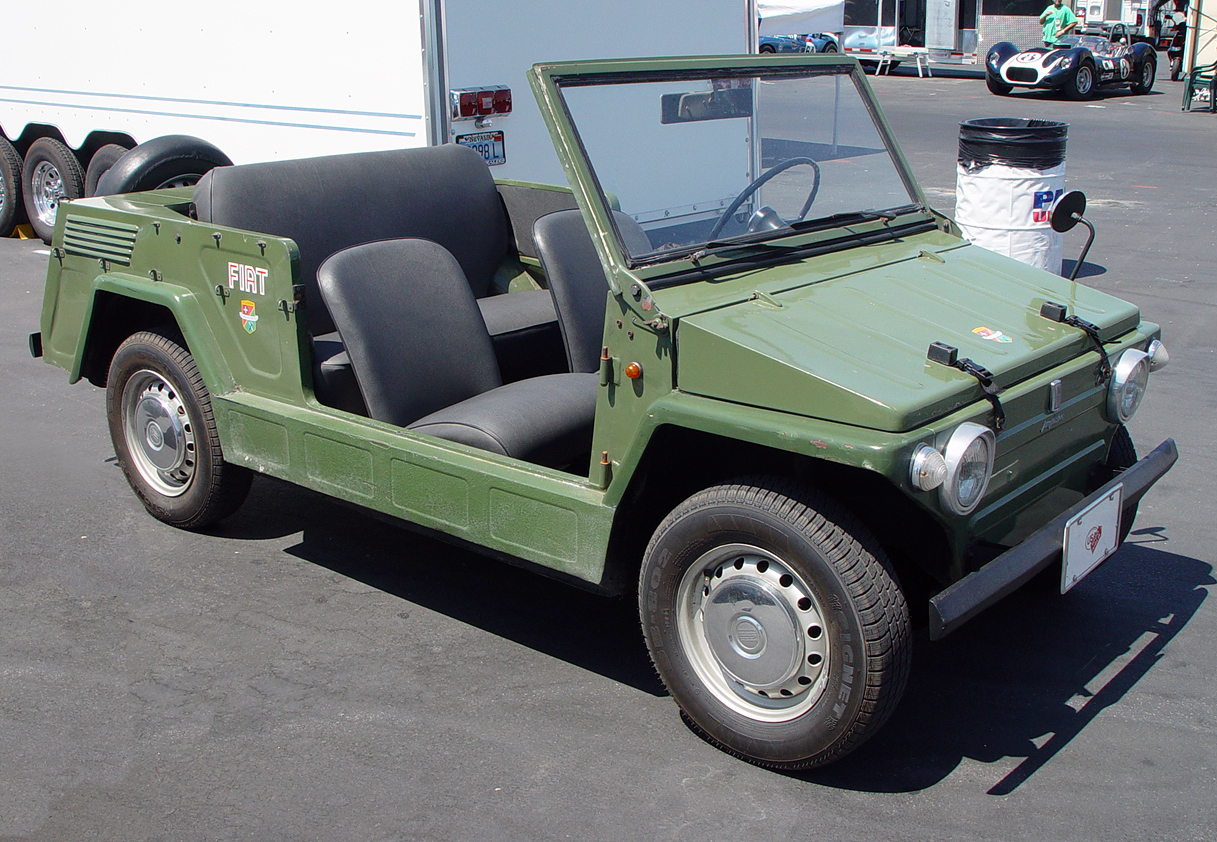
Fiat 600 Savio Jungla "Spiaggina"

En 1963 la société se distingue avec des créations sur la base de la Fiat 2300 et Fiat 1600 S dont l'année suivante une nouvelle variante sera lancée. En 1965 Savio débute la fabrication de l'une des deux voitures les plus connues de sa gamme, la Fiat 600 Savio Jungla qui, construite sur une plateforme de Fiat 600, dispose d'une carrosserie ouverte destinée aux loisirs mais qui a été adaptée pour des utilisations particulières des forces armées. Plus de 3.200 exemplaires seront produits entre 1965 et 1974.
Au cours de la seconde partie des années 1960, Savio a présenté plusieurs prototypes de carrosseries coupé et break construites sur la base de la Fiat 125.
À la même époque, Savio réalise un coupé sur une plateforme et une mécanique de Fiat 124, retravaillée par le préparateur italien "OTAS". C'est durant cette période que Savio crée sa division "Autobus" qui se spécialise dans la réalisation de carrosseries et aménagements spécifiques. Cette division est encore opérationnelle de nos jours (2015) mais pour des transformations ou adaptations sur des modèles complets existants alors qu'à l'époque, Savio réalisait l'ensemble de la carrosserie.

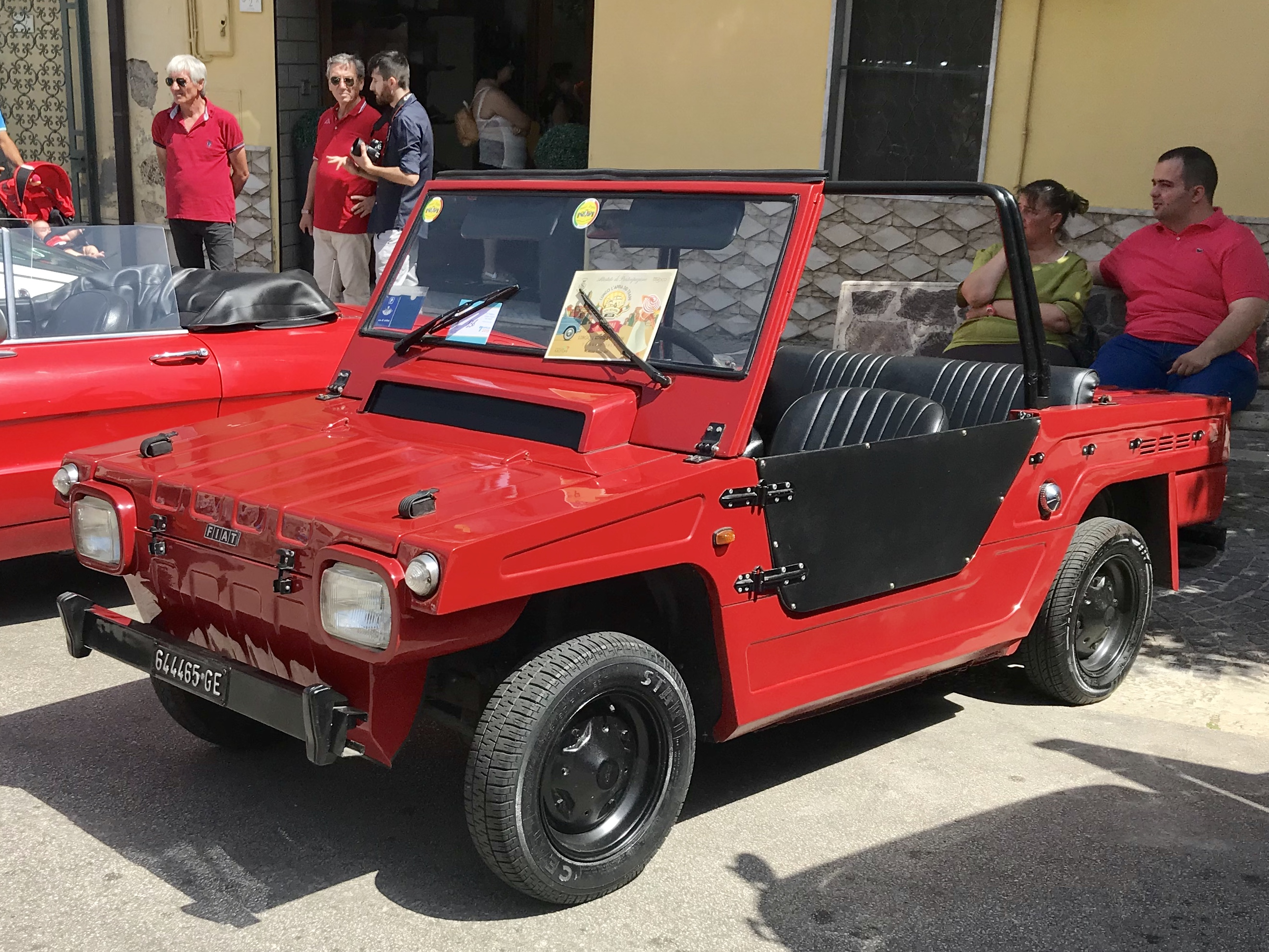
Fiat 126 Savio Jungla (1976)

Les années 1970 verront l'activité de la société particulièrement sollicitée par la marque Lancia qui lui confia la fabrication des 200 carrosseries des monstrueuses et glorieuses Lancia Delta S4 engagées en rallye.
Plus récemment, en 1987, Savio a réalisé la Fiat Freely, descendante idéale  de la 600 Jungla, construite sur une base de Fiat Panda.
En 1995 la société Savio rachète la Carrozzeria Boneschi par le truchement de sa holding "OMNIA SpA" qui, après fusion, constitue le "Groupe Savio".
Actuellement en 2015, la "Carrozzeria Savio" ne réalise plus d'automobiles spéciales mais est spécialisée dans les carrosseries industrielles, camions et autobus spéciaux, et l'équipement de véhicules sanitaires.

## Les principaux modèles

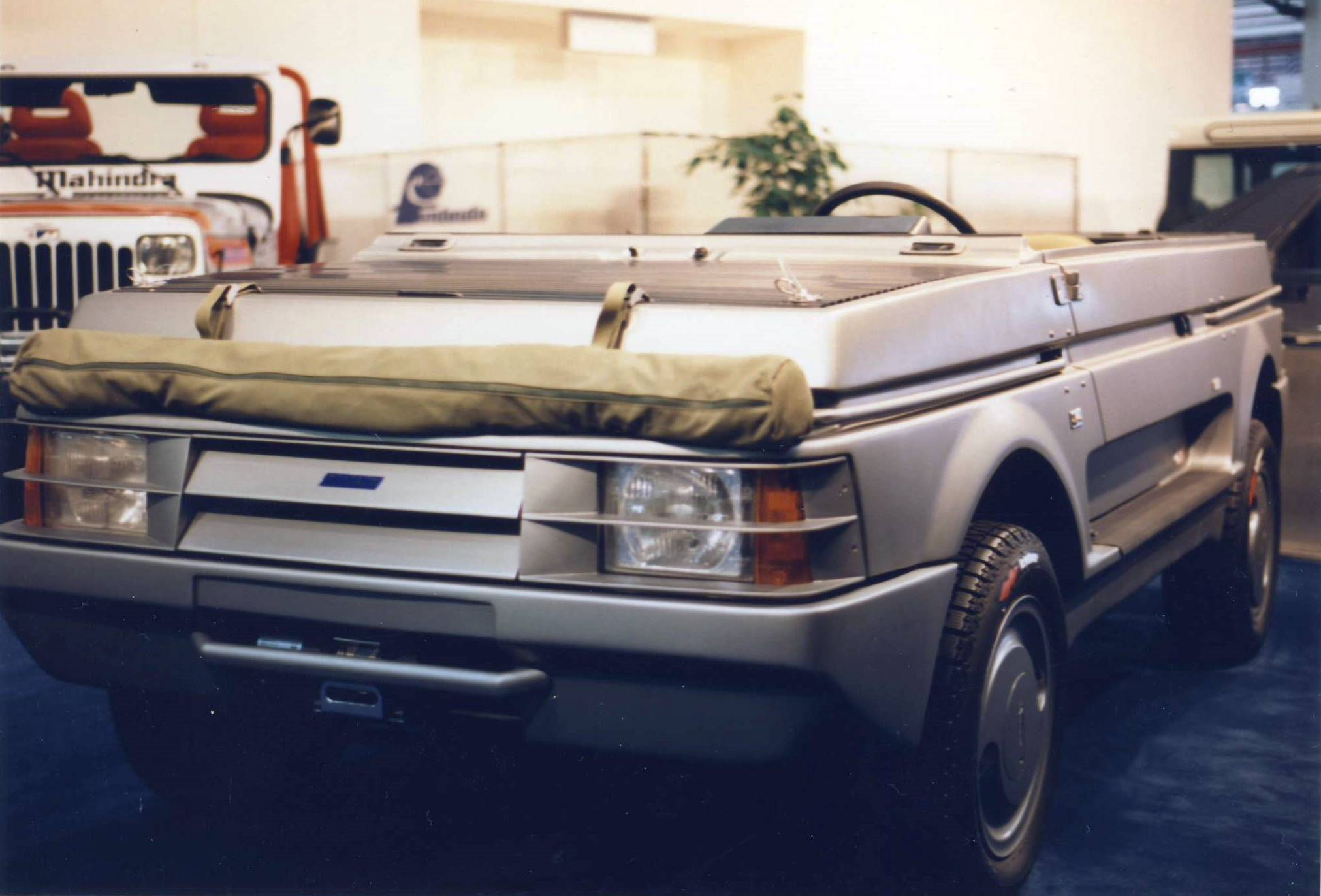
La Savio Freely concept de 1987.

- Fiat 508 Balilla Savio
- Fiat 1100 Savio
- Fiat 1500 Savio Coupé
- Fiat 2300 Savio Coupé
- Fiat 1600S Savio Coupé
- Fiat 600 Savio Jungla
- Fiat 600 Multipla Panoramica
- Fiat 500 Jungla
- Fiat 124 Savio Coupé
- Fiat 125 Savio Roadster
- Fiat Panda Freely